# Cottin & Desgouttes
La Cottin & Desgouttes è stata una Casa automobilistica francese attiva dal 1904 al 1933.

## Storia

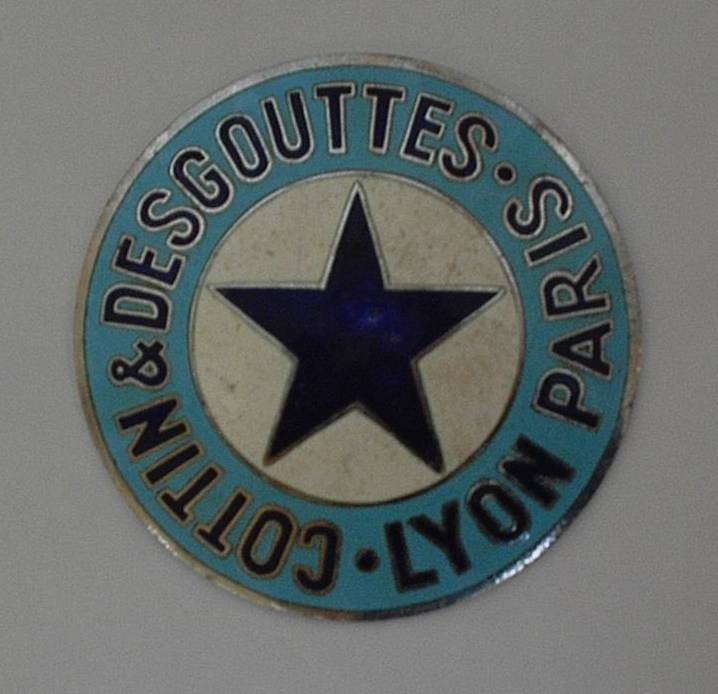
Il logo della Casa

La storia della Casa cominciò quando Pierre Desgouttes interruppe la sua attività come progettista presso la Berliet per produrre autovetture in proprio. Pertanto nel 1904 fondò a Lione la Desgouttes et Cie, una nuova azienda specializzata nella costruzione di autovetture.
Il primo modello proposto dalla neonata Casa automobilistica fu un modello di gran lusso, denominato Type A ed equipaggiato da un 6 cilindri in linea da ben 9.5 litri, in grado di erogare l'allora notevole potenza massima di 45 CV. Di questa costosissima vettura furono venduti solamente due esemplari, una cifra molto modesta, anche considerando i tempi e la classe della vettura. Un risultato che avrebbe scoraggiato chiunque, ma non Pierre Desgouttes, il quale continuò il suo cammino e nel dicembre del 1905 presentò il suo secondo modello, ossia la 24/40 CV, una vettura con carrozzeria limousine che propose alcune interessanti innovazioni, come il carburatore a regolazione automatica ed il cambio a 4 marce con terza e quarta in presa diretta. La cornice di tale presentazione fu nientemeno che l'ottava edizione del Salone di Parigi, dove la vettura attirò gli sguardi di molte persone. In brevissimo tempo gli ordini crebbero a tal punto che per snellire la gestione della fabbrica, Desgouttes si associò con Cyrille Cottin, dando definitivamente vita alla Cottin & Desgouttes.
Nello stesso periodo cominciò anche la carriera agonistica della Casa lionese: lo stesso Cottin prese parte ad alcune competizioni, al volante dei modelli prodotti dalla Casa francese. Gli ottimi risultati fecero conoscere il marchio in tutta la Francia ed oltre.

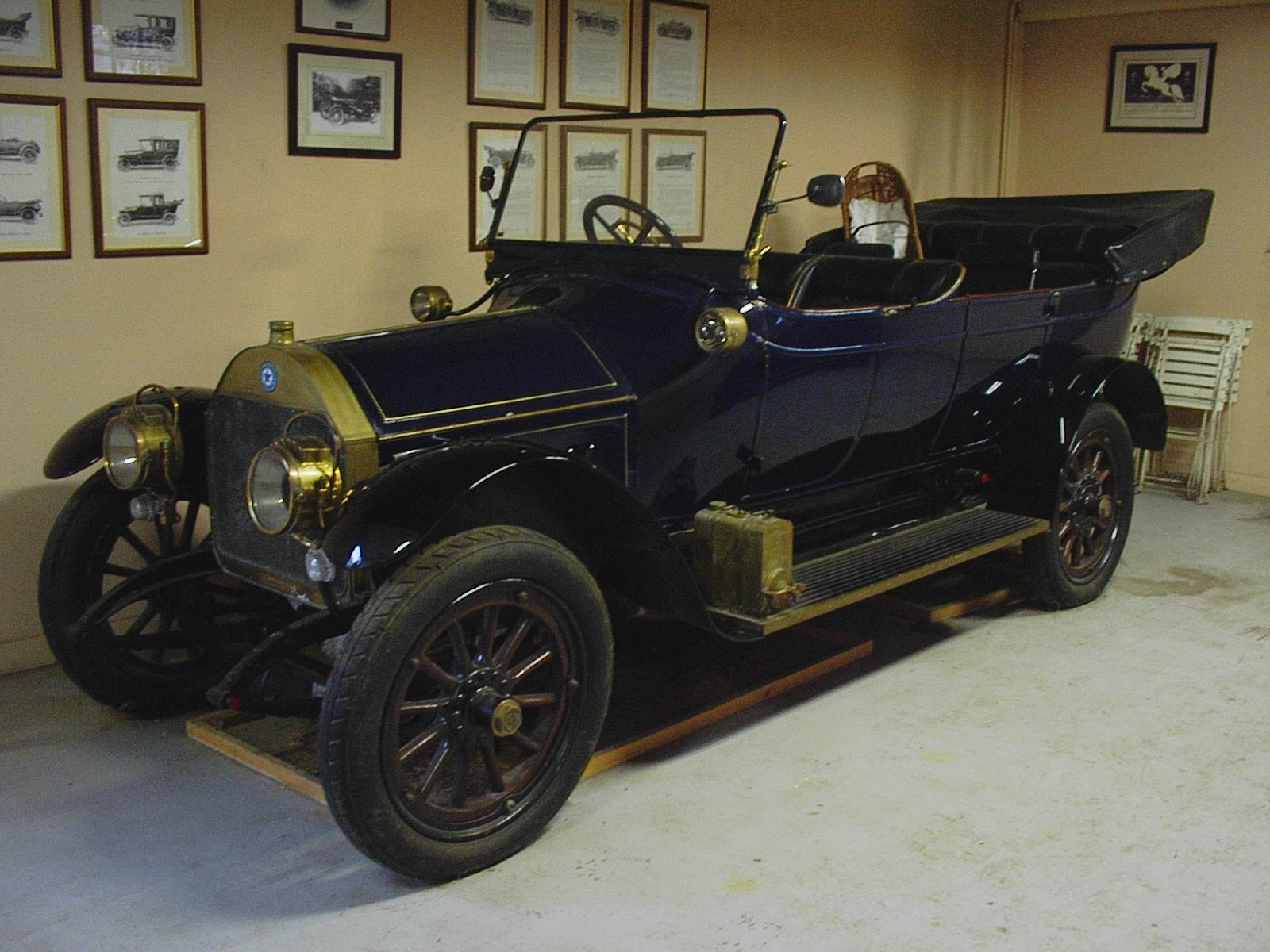

Da quel momento cominciò un periodo particolarmente felice per la Casa di Lione: la caratteristica che distingueva la Cottin & Desgouttes da altre Case stava nella sua particolare ricerca di soluzioni atte a salvaguardare la sicurezza degli occupanti.
Nel 1907 furono lanciate la 12CV, una vettura di fascia alta equipaggiata da un motore da 2.5 litri e la 30CV, con la quale la Casa tentò nuovamente l'assalto alla fascia di gran lusso. Alla fine dello stesso anno, la produzione si estese anche ai veicoli commerciali e agli omnibus.
Nel 1909 la gamma divenne molto ampia, grazie alla presentazione di nuovi modelli, come la 20CV, dotata di un nuovo 6 cilindri, e la 10CV.
Nel 1911 la Casa aprì una filiale in Inghilterra, e precisamente a Cambridge, dove giungevano i telai nudi da Lione e qui venivano carrozzati. Le vetture venivano poi vendute per il mercato anglosassone.
I tre anni che seguirono prima dello scoppio della prima guerra mondiale portarono un po' di distensione alla Casa francese, la quale si limitò ad apportare migliorie ai modelli ed alla fabbrica stessa. L'unica novità era rappresentata dalla Type D del 1912.
Nel 1914, la guerra costrinse la Casa a convertire la produzione all'uso bellico: furono pertanto assemblate camionette militari, molto apprezzate per la loro robustezza, oltre che veloci utilitarie e grosse torpedo a nove posti per i servizi di collegamento dello stato maggiore. Dal 1915 furono anche costruiti motori stellari aeronautici su licenza Gnome et Rhône.
Alla fine della guerra la Casa uscì indebolita, ma ancora in grado di ricominciare la normale produzione. Dopo un vano tentativo di proporre nuovamente una vettura di fascia molto alta equipaggiata da un 4 litri, nel 1922 fu lanciata la Type M, una vettura più economica, con motore da 2.6 litri, ed equipaggiata da un impianto frenante del tipo a tamburi su entrambi gli assi. Questa volta il successo non tardò ad arrivare. Lo stesso anno, però, vide anche le dimissioni di Pierre Desgouttes: gli successe Paul Joseph.

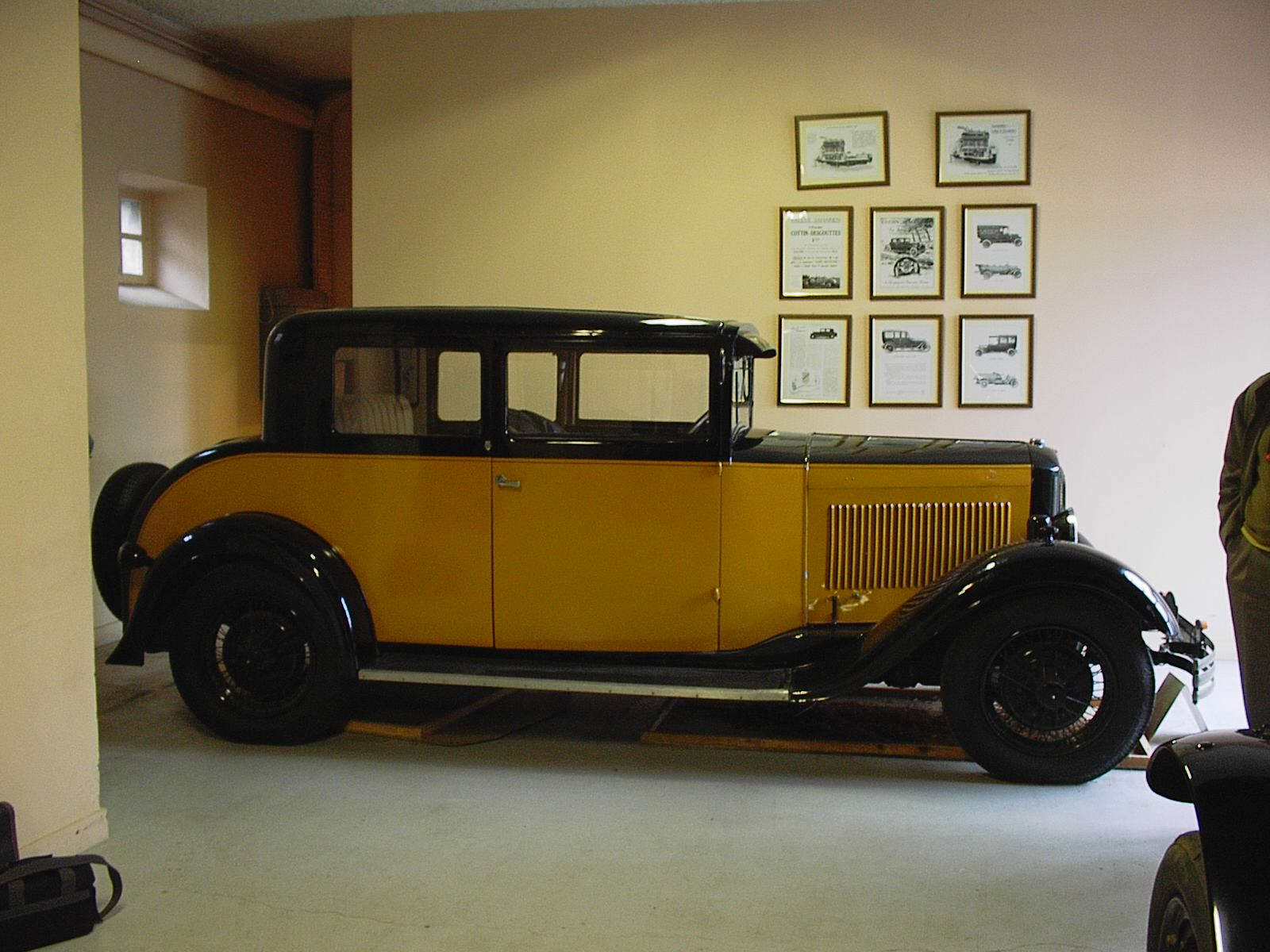
Una Sans-Secousse

Nel frattempo, ricominciò anche la attività sportiva della Casa, e nel 1923 fu introdotta la 3L Sport, una vettura derivata dalla Type M e largamente impiegata nelle competizioni, dove ottenne risultati di rilievo, come i primi due posti al Gran Premio Turismo del 2 agosto 1924 o la vittoria a Montlhéry l'anno seguente, dove addirittura tre Cottin & Desgouttes arrivarono ai primi tre posti.
L'immagine della Casa crebbe a dismisura e nel 1926 fu lanciata la Sans-Secousse (senza scosse), prima vettura della Casa dotata di sospensioni a ruote indipendenti e ammortizzatori idraulici.
Nei tre anni successivi furono lanciati altri modelli, che però riscossero meno successo a causa dei costi di produzione troppo alti che ne facevano lievitare il prezzo di listino finale.
Ed infine arrivò la Grande depressione successiva al crollo della Borsa di Wall Street, un evento che tagliò le gambe a numerose aziende in tutti i campi, compresa anche la Cottin & Desgouttes, che non si sarebbe più ripresa fino a chiudere i battenti nel 1933.

## Principali modelli
Oltre alle già citate Type A e 24/40 CV, i primi due modelli della Casa, ve ne furono altri che vale la pena ricordare:
- 12CV: prodotta dal 1907 al 1914, questa torpedo di fascia media riscosse un gran successo di vendite. Era equipaggiata da un 4 cilindri da 1847 cm³ in grado di erogare 12 CV di potenza massima.
- 15CV: anch'essa una torpedo come la maggior parte delle vetture non di lusso della Casa, era comunque una vettura di fascia alta equipaggiata da un 4 cilindri da 2413 cm³ che sviluppava 15 CV di potenza massima.
- 20CV: era una vettura di fascia molto alta, che montava un 6 cilindri da 3619 cm³ della potenza di 20 CV. Da tale motore ne derivò uno più grande, da 4398 cm³, che andò ad equipaggiare la 22CV.
- 40CV: era una grossa vettura di lusso che montava un enorme 4 cilindri della ragguardevole cilindrata di 7238 cm³ ed è in grado di erogare 40 CV di potenza massima.
- 45CV: il top di gamma della Casa di Lione nel 1909 era costituito da questa vettura che montava un 6 cilindri da 9.5 litri, direttamente derivato da quello che a suo tempo equipaggiò la Type A.
- Type D: era una torpedo di fascia alta prodotta unicamente nel 1912 e che montava un 4 cilindri in linea da 3215 cm³ in grado di erogare 30 CV a 1800 giri/min.